# Rafał Łukaszyk
Rafał Łukaszyk (ur. 2 grudnia 1988 r. w Zamościu) – polski strzelec specjalizujący się w strzelaniu z karabinu, srebrny medalista mistrzostw Europy juniorów.

## Życiorys
Rafał pochodzi z Zamościa. Skończył tam II Liceum Ogólnokształcące im. Marii Konopnickiej, po czym zaczął studiować w Uniwersytecie Technologiczno-Przyrodniczym w Bydgoszczy.
W 2007 roku zdobył srebrny medal mistrzostw Europy rozegranych w Deauville w konkurencji karabinu pneumatycznego juniorów.